# بازسازی (فیلم ۲۰۰۳)
بازسازی (انگلیسی: Reconstruction) فیلمی در ژانر درام به کارگردانی کریستوفر بو است که در سال ۲۰۰۳ منتشر شد. از بازیگران آن می‌توان به نیکلاس برو اشاره کرد. این فیلم برنده دوربین طلایی از جشنواره فیلم کن شده است.